# Dipsas baliomelas
Dipsas baliomelas là một loài rắn trong họ Rắn nước. Loài này được Harvey mô tả khoa học đầu tiên năm 2008.